# Tom Dumoulin
Thomas Sebastiaan "Tom" Dumoulin (Maastricht, 11 november 1990) is een voormalig Nederlandse wegwielrenner die vooral bekend stond als tijdritspecialist en klassementsrenner. Dumoulin won in 2017 twee meerdaagse wedstrijden op WorldTour-niveau, te weten de Giro en de BinckBank Tour en hij werd in 2017 twee keer wereldkampioen, in de ploegentijdrit en in de individuele tijdrit. In 2018 werd hij tweede in zowel de Giro als de Tour. Hij won in alle Grote Rondes etappes (vier in de Ronde van Italië, drie in de Ronde van Frankrijk en twee in de Ronde van Spanje) en droeg in twee van de drie grote rondes in totaal 23 dagen de leiderstrui (17 roze truien in de Ronde van Italië en zes rode truien in de Ronde van Spanje). Vanaf 2023 is Dumoulin aan de slag als commentator/wieleranalist.

## Biografie

### Opleiding en begin
Dumoulin groeide op in Maastricht en behaalde in 2009 zijn vwo-diploma aan het Bonnefanten College aldaar. Hij begon pas op vijftienjarige leeftijd met wegwielrennen. Nadat hij uitgeloot was voor de studie geneeskunde, besloot hij het te zullen maken als wegwielrenner. Als belofterenner won hij in 2010 de derde rit én het eindklassement in de Portugese rittenkoers GP van Portugal U23. In hetzelfde jaar won hij ook de individuele tijdrit in de Girobio, de Ronde van Italië voor beloften. In 2011 won hij het eindklassement van de Belgische rittenkoers Triptyque des Monts et Châteaux.

### 2012 – Overstap naar Argos-Shimano
In het begin van het jaar 2012 verhuisde Dumoulin van Rabobank Continental Team, de continentale opleidingsploeg van Rabobank, naar de Nederlandse pro-continentale formatie Argos-Shimano. In zijn eerste seizoen bij de profs behaalde hij in het voorjaar een zesde plek in het eindklassement van de Ruta del Sol en een vijfde stek in de eindrangschikking van de Ronde van Luxemburg, waar hij achter Wout Poels bovendien tweede werd in het jongerenklassement.
Door een sterke Ronde van Burgos (10e) en wederom een 2e plaats in het jongerenklassement achter Esteban Chaves, dwong hij zijn debuut in een Grote Ronde af. In de Ronde van Spanje moest hij na acht dagen opgeven, nadat hij de ergste val van zijn carrière had meegemaakt. Een renner voor hem schatte in een afdaling een bocht verkeerd in, waarna Dumoulin niet kon uitwijken, tegen een vangrail klapte en erover sloeg. Hierna had hij een gapende wond in zijn buik die geniet moest worden. Vanaf toen was hij altijd bang als hij in het wiel zat tijdens afdalingen. Bij de wereldkampioenschappen wielrennen in zijn thuisprovincie Limburg mocht hij meedoen in de beloftencategorie. In de wegwedstrijd werd hij 85e en in de individuele tijdrit tiende.

### 2013 – Debuut in de Tour en op het WK voor elite
In 2013 trad Argos-Shimano toe tot de UCI World Tour, waarmee het automatisch een startbewijs kreeg voor alle belangrijke wedstrijden. Dumoulin maakte zijn debuut in een monument; en wel in een barre en deels geneutraliseerde editie van Milaan-San Remo die hij uitreed als 126e. Verder behaalde hij in het voorjaar onder meer de bergtrui in de Ruta del Sol en eindigde hij als zesde in de sterk bezette Driedaagse De Panne-Koksijde. Ook debuteerde hij in de Amstel Gold Race (62e) en Luik-Bastenaken-Luik (121e). In de individuele tijdrit in de Ronde van België eindigde hij na wereldkampioen Tony Martin als tweede, maar verloor hij zijn podiumplek in de afsluitende koninginnenrit en zakte naar plaats vijf in het eindklassement. Wel bleef hij de beste in het jongerenklassement.

#### Tourdebuut en podium in de Eneco Tour
Bij het grote publiek maakte Dumoulin naamsbekendheid door zijn resultaten op het Nederlandse kampioenschappen wielrennen in Kerkrade met een bronzen medaille in de individuele tijdrit en een zilveren medaille in de wegwedstrijd. Daarna maakte hij zijn debuut in de Ronde van Frankrijk. Hij maakte deel uit van de succesvolle sprinttrein van Marcel Kittel, die vier etappezeges boekte, en reed zelf tweemaal top-10, te weten in de lange individuele tijdrit halverwege -waar hij voor Bauke Mollema de beste Nederlander was- en in de door Rui Costa gewonnen zestiende etappe, een glooiende overgangsetappe waarin hij ten aanval trok.
Na de Ronde van Frankrijk volgde een ijzersterke Eneco Tour, waarin Dumoulin zijn eerste podiumplek in een grote World Tourkoers bemachtigde. Mede dankzij een sterke individuele tijdrit -die hij achter Sylvain Chavanel als tweede afsloot- en een vierde plek in de voorlaatste etappe, startte hij op de slotdag als klassementsleider. De lastige finale met daarin de Muur van Geraardsbergen werd hem echter te machtig en hij moest zijn naaste belager Zdeněk Štybar laten wegrijden, waarmee hij de zevendaagse World Tourkoers als nummer twee afsloot.

#### Debuut op het WK voor elite en contractverlenging
Zijn goede rijden werd door bondscoach Johan Lammerts beloond met een plek in de selectie voor de wegwedstrijd van het wereldkampioenschappen wielrennen in Florence. In de wegwedstrijd haalde hij de finish niet; de ploegentijdrit sloot hij met Argos-Shimano af als veertiende (het beste seizoensresultaat van de ploeg in deze discipline); voor de individuele tijdrit kreeg hij geen startbewijs.
Een week later besloot hij zijn seizoen in de Ronde van Lombardije -de koers waar hij een jaar eerder in zijn debuutexpeditie opgaf- te vervolgen. Tussen grote namen als Greg Van Avermaet en tweevoudig winnaar Philippe Gilbert eindigde hij als achttiende. Aan het einde van het seizoen maakte zijn ploeg bekend dat Dumoulin zijn contract bij Argos-Shimano, dat in 2014 door het leven zou gaan als Giant-Shimano, met een jaar verlengde.

### 2014 – Vestiging bij 's werelds tijdrittop
Dumoulin begon zich in 2014 voor het eerst echt te meten met de wereldtop van het tijdrijden. Zo hoefde hij in de proloog van de Ruta del Sol enkel de in bloedvorm verkerende Alejandro Valverde voor zich te dulden en werd hij in de afsluitende individuele tijdrit van de Tirreno-Adriatico vijfde in een veld van internationale toppers. In een individuele tijdrit boekte hij ook zijn eerste overwinning bij de profs. In het Internationaal Wegcriterium versloeg hij zowel Rohan Dennis als Bob Jungels en ging zodoende als klassementsleider de slotdag in. In de afsluitende bergrit moest hij zijn gele trui echter weer prijsgeven en belandde hij op een zestiende plek in het eindklassement.

#### Dumoulin toont ook klassementscapaciteiten
Ook in de klassiekers liet Dumoulin zich steeds meer gelden. In de Strade Bianche werd hij twaalfde en ook in de finales van de Amstel Gold Race (20e) en de Waalse Pijl (21e) deed hij van zich spreken. Met die uitslagen op zak begon Dumoulin met de nodige aspiraties aan Luik-Bastenaken-Luik, maar de loodzware finale werd hem er toch te veel aan en hij eindigde uiteindelijk als 65e.
Na een prima klassiekercampagne deed Dumoulin ook van zich spreken in het rondewerk. In de Ronde van België eindigde hij in de individuele tijdrit net als een jaar eerder als tweede achter Tony Martin, maar ditmaal kon hij die plek wel vasthouden tot het eind, wat hem ook nog de overwinning in het jongerenklassement opleverde. Even later maakte hij nog meer indruk in de Ronde van Zwitserland. De ronde kende twee tijdritten en in beide tijdritten werd hij tweede (beide keren achter Tony Martin). In het slotweekend handhaafde hij zijn positie in het klassement door zich in de twee aankomsten bergop kranig te weren; hij besloot de ronde als vijfde.

#### Driemaal top-5 in de Ronde van Frankrijk
In aanloop naar zijn tweede Ronde van Frankrijk kroonde Dumoulin zich in Zaltbommel voor het eerst tot Nederlands kampioen tijdrijden. In de Ronde van Frankrijk was de Giant-Shimanoploeg wederom zeer succesvol met Marcel Kittel die net als in 2013 vier massasprints wist te winnen.
Dumoulin sprintte in de openingsweek tweemaal naar een vierde plek in de daguitslag, maar zijn grote doel was de individuele tijdrit daags voor Parijs. De individuele tijdrit was 54 kilometer lang en ging over hoofdzakelijk vlakke wegen. Hoewel Dumoulin voor de eerste keer in de nationale driekleur mocht starten, kon hij het gat naar ongenaakbare Tony Martin niet dichten. Ruim anderhalve minuut achter de regerend wereldkampioen werd hij tweede.

#### Veel dichte ereplaatsen in het najaar
In het najaar vestigde Dumoulin zijn naam definitief in de wereldtop van het tijdrijden. In elke wedstrijd waar hij na de Ronde van Frankrijk startte, mengde hij zich in het koersverloop. In de Eneco Tour versloeg hij in de individuele tijdrit door Breda Fabian Cancellara (Dumoulins eerste World Tourzege) en kwam twee dagen later in Geraardsbergen een luttele seconde te kort op Greg Van Avermaet om zijn tweede rit te winnen. Wel pakte hij die dag de leiding, om zijn leiderspositie een dag later weer uit handen te geven aan een ontketende Tim Wellens. Hij mocht na afloop van de slotrit tweemaal het podium op: hij eindigde achter Wellens en Lars Boom als derde in het eindklassement en won de rode puntentrui.
In de Ronde van Alberta won hij met speels gemak de proloog en zijn leiderspositie leek de rest van de week niet meer in gevaar te komen, maar op de slotdag stak Daryl Impey hem door de bonificatieseconden nog net voorbij in het eindklassement; Dumoulin bleef steken op één tel. Ook in de Grote Prijs van Quebec was het net niet voor Dumoulin. In de laatste kilometer plaatste hij een late uitval en leek daarmee de sprinters te foppen, maar Simon Gerrans kwam in de laatste twintig meter voorbijstuiven en verwees Dumoulin alsnog naar een tweede plek. Een week later in Grote Prijs van Montreal pakte hij nog een zesde plek mee.
Op het wereldkampioenschap tijdrijden in Ponferrada veroverde Dumoulin zijn definitieve plek bij de tijdrittop. Het duel om de regenboogtrui ging tussen Bradley Wiggins en Tony Martin, maar in de strijd om het brons wist hij de rest van het veld achter zich te laten. Eerder behaalde hij met de Giant-Shimanoploeg een achtste plek in de ploegentijdrit en in de wegrit haalde hij voor het eerst de finish (22e). Een week later sloot hij met de Ronde van Lombardije (43e) zijn seizoen af.

### 2015 – Ontdekkingstocht als ronderenner

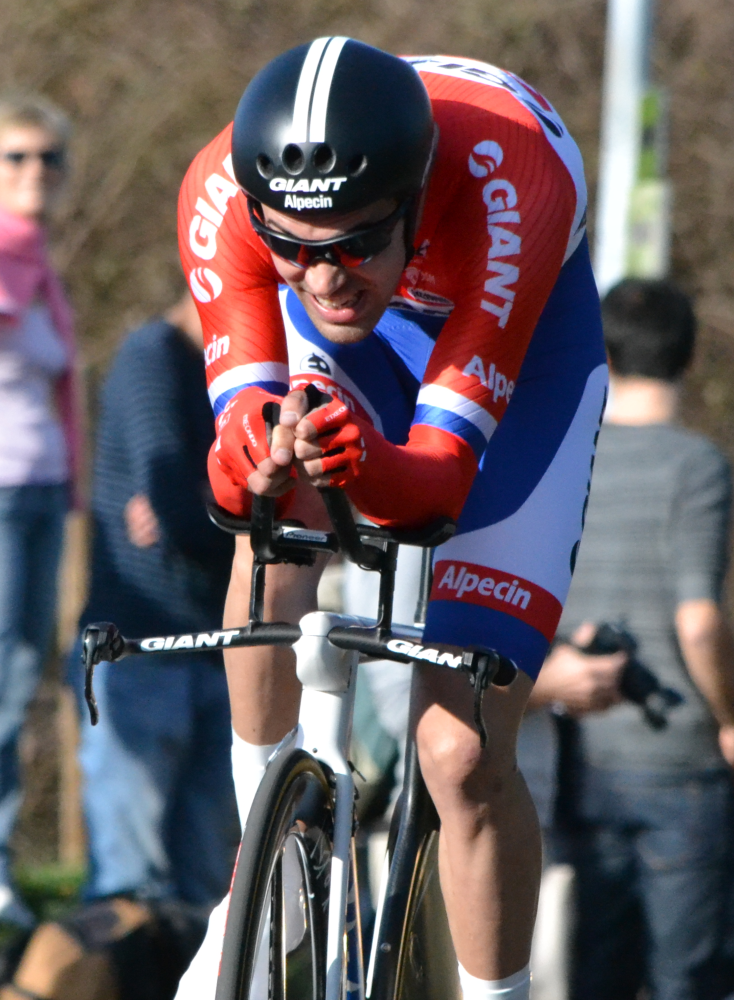
Dumoulin in de Nederlandse kampioenstrui tijdens de proloog van Parijs-Nice 2015.

Dumoulin begon 2015 met een vierde plaats in het eindklassement van de Tour Down Under. Ook in Parijs-Nice had hij klassementsaspiraties, maar een ziekte gooide roet in het eten. Even later in de Ronde van het Baskenland bleek hij weer hersteld. Hij reed geen klassement, maar richtte zich -met succes- op de afsluitende individuele tijdrit. Op een glooiend parcours versloeg hij eindwinnaar Joaquim Rodríguez. In de voorjaarsklassiekers reed Dumoulin redelijk, maar echte topklasseringen bleven in Milaan-San Remo (25e), de Amstel Gold Race (26e) en Luik-Bastenaken-Luik (25e) uit.

#### Dumoulin mist de gele leiderstrui in de Ronde van Zwitserland
In 2015 lag het zwaartepunt voor Dumoulin op de openingstijdrit in Utrecht in de Ronde van Frankrijk. In aanloop daarnaartoe reed hij de Ronde van Zwitserland. Hij versloeg Fabian Cancellara in de openingstijdrit en droeg nadien vier dagen de gele leiderstrui. Die moest hij inleveren in de etappe naar de Rettenbachferner. Op de aankomst bergop zakte hij naar de zevende plaats, maar startte door de beperkte achterstand als kanshebber voor het podium in de afsluitende individuele tijdrit. Dumoulin won de individuele tijdrit afgetekend, waardoor hij op negentien seconden van eindwinnaar Simon Špilak als derde in het eindklassement eindigde.
Ondanks dat Dumoulin zijn rood-wit-blauwe tijdrittrui kwijtraakte op het Nederlands kampioenschap tijdrijden (4e), maakte de recente tijdritsuccessen hem tot favoriet voor de openingstijdrit van de Ronde van Frankrijk in Utrecht, waar een volstrekt vlak parcours van 13,7 kilometer was uitgetekend. Zijn droom van de gele leiderstrui viel echter in duigen. Bij het passeren van de meet moest Dumoulin al latere winnaar Rohan Dennis voor zich dulden. Tony Martin en Fabian Cancellara waren achteraf ook nog sneller. In de waaierrit naar Neeltje Jans behield Dumoulin zijn toppositie in het klassement door in de voorste groep de streep te passeren. De volgende dag lag de finish op de steile Muur van Hoei, waar Dumoulin de kans reëel achtte om alsnog de gele leiderstrui te pakken. Hij raakte echter betrokken bij een massale valpartij en brak daarbij zijn sleutelbeen. Zijn droom op de gele leiderstrui in de Ronde van Frankrijk was definitief over.

#### Bijna-eindwinst in de Ronde van Spanje
Dumoulin verlegde zijn programma en startte daarna in de Ronde van Spanje. In de tweede etappe koos Dumoulin de aanval op de korte maar steile slotklim. Hij kreeg Esteban Chaves met zich mee, die hem in de sprint-à-deux om de dagzege en de leiderstrui verschalkte. In de vijfde rit kwam Dumoulin in de rode leiderstrui terecht, nadat er tijdens de massasprint een scheur in het peloton viel en Dumoulin luttele seconden terugpakte op Chaves, die de daaropvolgende dag echter weer voor de aanval koos, de dagzege pakte en wederom op een steile muur en de leiderstrui heroverde.
De negende rit was het dan toch Dumoulin die een dubbelslag sloeg. Op een aankomst heuvelop viel hij Chaves aan, ontnam hem zijn leiderstrui en versloeg zelfs Chris Froome en Joaquim Rodríguez in de strijd om de dagzege. Twee dagen nadien moest hij zijn rode leiderstrui echter weer inleveren, ditmaal bij Fabio Aru. In de koninginnenrit naar Andorra zakte hij door tijdverlies naar de vierde plek in het klassement, maar besloot toen wel vol in te zetten op een goed eindklassement.
In de bergetappes van de tweede week weerde Dumoulin zich kranig. Hij kon het verschil met zijn klimmende concurrenten telkens beperken en sloeg in de zeventiende rit zijn slag. In een individuele tijdrit rond Burgos pakte hij met groots machtsvertoon de dagzege en heroverde de leiding in het klassement. Het verschil met de nummer twee, Aru, bedroeg drie seconden. In de negentiende rit verdubbelde hij dat verschil tot zes seconden. De twintigste etappe was de laatste hobbel richting een historische zege.
Dumoulin kon na Jan Janssen (1967) en Joop Zoetemelk (1979) de derde Nederlandse Ronde van Spanje- en bovendien de derde Grote Rondewinnaar uit de Nederlandse wielergeschiedenis worden. Hij kreeg echter te kampen met ziekte en moest zijn concurrenten al vroeg in de rit laten gaan. Hij verloor dusdanig veel tijd, waardoor hij van het podium tuimelde en zesde werd in de eindrangschikking. Dumoulin droeg in totaal zes dagen de rode leiderstrui. Als blijk van waardering kreeg hij de Prijs van de Strijdlust van het Ronde van Spanjepeloton toebedeeld.

#### Wereldkampioenschap tijdrijden als laatste seizoensdoel
Dumoulin wilde op het wereldkampioenschap tijdrijden in Richmond proberen de regenboogtrui in de individuele tijdrit te veroveren. De voortekenen waren goed met een vijfde plaats in de ploegentijdrit met Team Giant-Alpecin. De individuele tijdrit liep echter uit op een teleurstelling. Het was outsider Vasil Kiryjenka die met de zege aan de haal ging, Dumoulin werd vijfde. In de wegwedstrijd reed hij constant van voren en trachtte hij met Philippe Gilbert in de laatste honderden meters de weggesprongen en latere wereldkampioen Peter Sagan terug te halen. Ze werden uiteindelijk weer ingelopen en Dumoulin eindigde als elfde. Hij sloot zijn seizoen af met de Ronde van Lombardije (opgave) en de Ronde van Abu Dhabi (41e).

### 2016 – Roze trui in de Giro en twee etappezeges in de Tour
Het seizoen 2016 stond voor Dumoulin vooral in het teken van de individuele tijdrit op de Olympische Zomerspelen 2016 in Rio de Janeiro. Hij richtte zich nog volledig op het tijdrijden en stelde zijn in de Ronde van Spanje van 2015 geboren klassementsambities een jaartje uit.

#### Voorseizoen zonder grote uitslagen

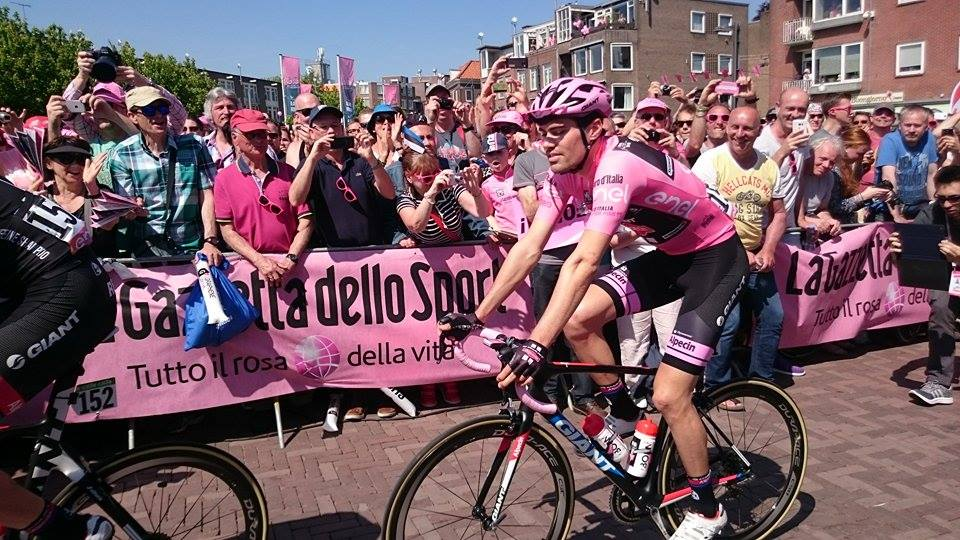
Dumoulin in de roze leiderstrui tijdens de tweede etappe van de Ronde van Italië 2016.

Dumoulin begon zijn seizoen met de Ronde van Oman. In de openingsrit eindigde hij bij de eersten op plek vijf. In rit vier met aankomst bergop werd hij vierde in de etappe, eveneens zijn eindklassering in het algemeen klassement. Zijn volgende koers, Parijs-Nice, begon met een proloog, Dumoulins eerste van het jaar. In de 6,1 kilometer lange proloog kwam hij een seconde tekort op Michael Matthews en werd tweede. Gaandeweg de ronde daalde hij in de top-10, om er in de slotrit uit te vallen; hij sloot de ronde af als twaalfde.
In de Ronde van Catalonië begon Dumoulin matig, waarna hij uiteindelijk in de derde rit afstapte. Hij gaf aan vooraf ziek te zijn geweest en niet goed hersteld te zijn. Hij maakte zijn rentree in de Brabantse Pijl, waarin hij zijn gezicht liet zien in de finale en uiteindelijk als tweeëntwintigste eindigde. In de Amstel Gold Race (91e) had Dumoulin met pech te maken. Hij kreeg in de volle finale een lekke band, kon niet meer terugkeren in het peloton en zag zo zijn kansen op de winst in zijn 'thuiswedstrijd' verkeken. Met oog op de Ronde van Italië stond hij niet aan de start van de Waalse Pijl en Luik-Bastenaken-Luik.

#### Roze trui in de Giro
Zonder hoogtestage vooraf debuteerde Dumoulin in de Ronde van Italië. Hij gaf aan vooral te willen scoren in de individuele tijdritten en niet voor een klassement te gaan. De openingstijdrit in Apeldoorn sloot hij winnend af, zij het met een miniem verschil op Primož Roglič. Na de derde etappe was hij zijn roze leiderstrui een dagje kwijt aan Marcel Kittel, die dankzij twee sprintoverwinningen en de daarbij behorende bonificatieseconden de leiding overnam. In de vierde etappe heroverde Dumoulin de leiderstrui weer. Hij sloop in de slotfase weg uit de groep der favorieten en werd achter vluchter Diego Ulissi tweede. Twee dagen later verstevigde hij zijn leiding in het klassement door in een aankomst bergop een aanval te plaatsen, de klassementsmannen te lossen en als vierde te eindigen in de etappe.
In de achtste etappe verspeelde hij zijn roze leiderstrui in de heuvels rondom Arezzo aan Gianluca Brambilla. In de individuele tijdrit daags nadien, waar hij vooraf zijn zinnen op had gezet, werd hij mede door ongunstige weersomstandigheden ten opzichte van de vroeger gestarte mannen vijftiende en kon zijn roze leiderstrui niet heroveren. In de elfde etappe stapte hij af, nadat hij te veel hinder ondervond aan een ontsteking aan het zitvlak. De dag daarvoor had hij mede vanwege die blessure al veel tijd verloren in het klassement. Dumoulin reed in totaal zes dagen in de roze leiderstrui.

#### Etappezeges in de Tour in koninginnenetappe en individuele tijdrit
Na de vroegtijdige aftocht in de Ronde van Italië besloot Dumoulin van start te gaan in de Ronde van Frankrijk. In de aanloop daarnaartoe betwistte hij de Ronde van Romandië. In de proloog kreeg hij met zes seconden klop van Jon Izagirre. Na wat tijd te hebben verloren in de bergetappe op dag drie, reed hij zich met een goede individuele tijdrit weer de top-10 in. Hij werd tweede in de daguitslag, twee seconden achter Thibaut Pinot. Hij besloot de ronde als vijfde in het eindklassement. Voor de Ronde van Frankrijk reed hij nog het Nederlands kampioenschap tijdrijden en heroverde daar zijn nationale tijdrijderstitel.
In de Ronde van Frankrijk wilde Dumoulin na het Vuelta-rood en het Giro-roze voor de gele leiderstrui te gaan, om zo zijn Grote Rondecollectie te completeren. Die droom spatte in de vijfde etappe uiteen, toen Dumoulin in de lastige etappe door het Centraal Massief het peloton moest laten gaan. Op zondag 10 juli sloeg hij echter alweer terug in de koninginnenrit met aankomst op de Arcalis in Andorra. Dumoulin demarreerde voor de slotklim uit een kopgroep en soleerde door de hagel en regen naar de ritwinst, met zevenendertig seconden voorsprong op Rui Costa en Rafał Majka. Daarmee schaarde hij zich bij een select groepje rijders dat binnen een jaar tijd een etappewinst behaalden in alle drie de Grote Rondes. Vijf dagen later won Dumoulin ook de dertiende etappe, een individuele heuveltijdrit van 37 kilometer, waarmee hij voor een unieke prestatie zorgde: Dumoulin won in een jaar in alle Grote Rondes een individuele tijdrit. Het verschil met nummer twee en klassementsleider Chris Froome bedroeg meer dan een minuut. Als klap op de vuurpijl zette hij alle overige concurrenten voor de individuele tijdrit op de Olympische Zomerspelen 2016 in Rio de Janeiro op meer dan anderhalve minuut.
In de tweede individuele tijdrit van de Ronde van Frankrijk, een klimtijdrit over 17 kilometer van Sallanches naar Megève, zette Dumoulin de snelste tijd neer. Hij had zijn twijfels of het genoeg was en dat bleek achteraf niet het geval. Froome draaide de rollen ten opzichte van de eerste individuele tijdrit om en zette Dumoulin op eenentwintig seconden, waarmee hij tweede werd. Een dag later kwam er een einde aan de Ronde van Frankrijk van Dumoulin. Op de flanken van de Montée de Bisanne kwam hij ten val en liep een breukje in zijn pols op. Dumoulin liet door specialisten van het Rijnstateziekenhuis een speciaal ontworpen spalk zetten waarmee hij, ondanks een gebroken spaakbeen, kon trainen voor de Olympische Zomerspelen.

#### Olympisch zilver op de individuele tijdrit
Op die Olympische Zomerspelen had Dumoulin van de individuele tijdrit zijn doel gemaakt. Daardoor moest hij ook starten in de wegwedstrijd, waaruit hij uit voorzorg voor de individuele tijdrit (vier dagen later) al na 12 kilometer uitstapte. Met de nodige twijfels en een nog niet volledig herstelde pols startte Dumoulin toch als een van de favorieten aan de individuele tijdrit. Vooraf werd een tweestrijd tussen hem en Chris Froome verwacht, maar daar stak Fabian Cancellara een stokje voor. De Zwitser won zijn tweede olympische titel, Dumoulin bleef Froome voor en greep op zevenenveertig seconde van Cancellara het zilver. Ondanks zijn mislukte missie en de teleurstelling verklaarde Dumoulin trots te zijn.

#### Geen uitmuntende prestaties in najaar
Na de Olympische Zomerspelen was Dumoulin zijn laatste seizoensdoel het behalen van de regenboogtrui in de individuele tijdrit op het wereldkampioenschap tijdrijden in Qatar. In de Ronde van Groot-Brittannië hervatte hij zijn wedstrijdschema en werd hij derde in zowel de koninginnenrit met aankomst heuvelop halverwege, als in de individuele tijdrit in het slotweekend. Het leverde hem ook een derde plek in het eindklassement op. In de Eneco Tour kwam Dumoulin minder goed uit de verf. De individuele tijdrit (14e) liep uit op een fiasco, waarmee hij geen rol van betekenis meer speelde in het klassement. Dankzij een sterke slotdag met een vierde plek in Geraardsbergen wist hij alsnog een negende plek in de eindrangschikking te bemachtigen.
Na de Eneco Tour bleven aansprekende resultaten uit voor Dumoulin. De Ronde van Lombardije reed hij niet uit en op het wereldkampioenschap tijdrijden werd hij teleurstellend elfde. Een paar dagen eerder werd hij zevende in de wereldkampioenschap ploegentijdrijden. Hij eindigde zijn seizoen met de wegwedstrijd, maar speelde daarin geen rol van betekenis en werd tegen de finale vanwege zijn achterstand uit koers genomen.

### 2017 – Girowinst en wereldtitel tijdrijden
Vanaf het najaar van 2016 zette Dumoulin zijn definitieve transformatie van tijdrijder naar klassementsrenner in. Hij verklaarde dat hij als klassementsrenner naar de Ronde van Italië wilde gaan en ging voor dat doel meer bergop trainen. Het leverde hem in zijn eerste wedstrijd van het seizoen, de Ronde van Abu Dhabi, direct een podiumplek op. In de rit met aankomst bergop werd hij derde achter Rui Costa en Ilnoer Zakarin. De derde plaats was ook zijn uiteindelijke plek in het eindklassement achter dezelfde twee mannen.

#### Sterk voorjaar in Italië
Zijn voorjaar was met oog op de Ronde van Italië in mei volledig Italiaans georiënteerd. Te beginnen met de Strade Bianche. Dumoulin toonde zich sterk op de Toscaanse grindwegen en zat mee met de beslissende slag, samen met onder meer Michał Kwiatkowski en Zdeněk Štybar. De beslissende demarrage van latere winnaar Kwiatkowski moest Dumoulin echter aan zich voorbij laten gaan; hij werd uiteindelijk vijfde.
De eerste test als klassementsrenner volgde in de Tirreno-Adriatico. Na veel tijd verloren te hebben in de ploegentijdrit, sloeg Dumoulin terug in de tweede rit met aankomst heuvelop. Achter de eerder ontsnapte Geraint Thomas ontsnapte hij uit het peloton en werd hij tweede. De vierde rit kende een aankomst op de Monte Terminillo. Dumoulin koos halverwege de klim voor de aanval, maar die inspanning kwam hem in de slotfase duur te staan. Hij werd nog door een aantal man voorbijgestoken en eindigde op eenenveertig tellen van Nairo Quintana als zesde, waarmee hij ook opschoof naar plek zes in het klassement. De slottijdrit rond San Benedetto del Tronto, Dumoulins eerste tijdritkilometers van het jaar, leverde een teleurstellende dertiende plek op, waarmee Dumoulin niet meer kon opschuiven in het klassement en de Tirreno-Adriatico als zesde besloot.
Aan zijn Italiaanse programma plakte hij ook nog Milaan-San Remo (69e) vast, waar hij superknecht van ploegmaat en favoriet Michael Matthews was; op de Cipresa en de Poggio hield hij een strak tempo aan in het peloton om de wedstrijd hard te maken, maar het mocht voor Matthews niet baten, want Matthews werd uiteindelijk slechts twaalfde. In april legde Dumoulin de laatste hand aan zijn voorbereiding op de Ronde van Italië. Via hoogtestages in de Sierra Nevada en op Tenerife trok hij naar Luik-Bastenaken-Luik, zijn laatste wedstrijd in aanloop naar de Ronde van Italië. Dumoulin reed de gehele dag van voren en probeerde samen met onder anderen Sergio Henao een ontsnapping op Roche aux Faucons te forceren, maar zijn poging liep op niets uit. In de volle finale kon Dumoulin uiteindelijk niet meer mee met de favorietengroep; hij eindigde als beste Nederlander op de 22e plaats.

#### Eindwinst in de Ronde van Italië

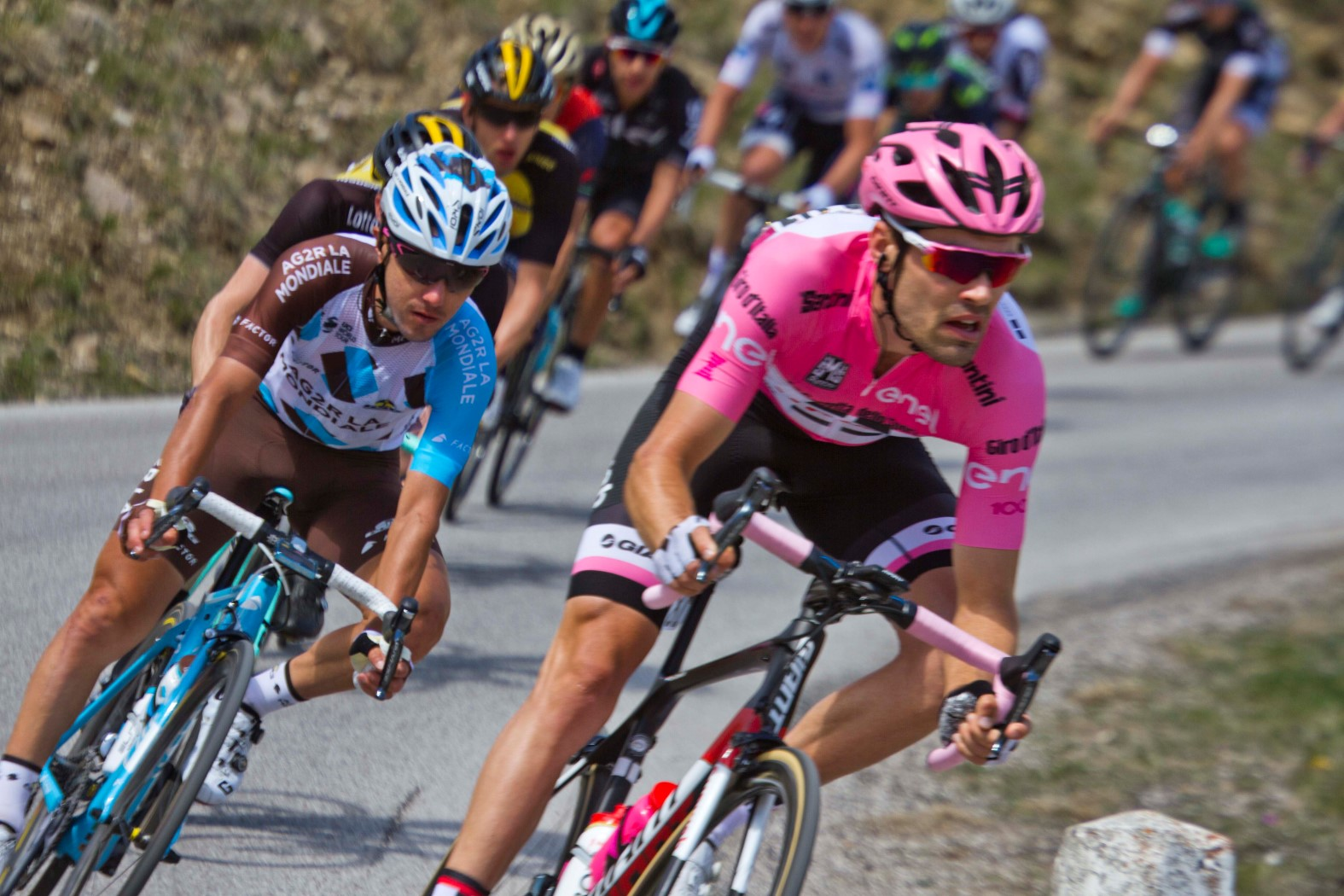
Dumoulin in de roze leiderstrui tijdens de achttiende etappe van de Ronde van Italië 2017.

De Ronde van Italië startte op vrijdag 5 mei op Sardinië, met Dumoulin - die zich voor het eerst volledig op een klassement richtte tijdens een Grote Ronde - als outsider voor het podium. Het openingsweekend kwam Dumoulin zonder kleerscheuren door. De eerste aankomst bergop volgde al direct op de dinsdag na de rustdag en ging richting de Etna. Dumoulin waagde nog een aanvalspoging, maar die werd door de overige favorieten in de kiem gesmoord; uiteindelijk werd hij zesde in de daguitslag. De volgende test volgde in de negende etappe, toen er een aankomst op Blockhaus was. De aanvallen van Nairo Quintana, Thibaut Pinot en Vincenzo Nibali moest Dumoulin laten gaan, maar op zijn eigen tempo haalde hij eerst de geloste Nibali bij, loste vervolgens zelf Bauke Mollema uit het wiel en reikte uiteindelijk tot Pinot, van wie hij op vierentwintig seconden van ritwinnaar Quintana de sprint om plek twee verloor.
De dag na de tweede rustdag stond een heuvelachtige individuele tijdrit op het programma. Dumoulin had voorafgaand nog twijfels over zijn tijdritcapaciteiten als gevolg van zijn switch van tijdrijder naar klassementsrenner. Hij won de individuele tijdrit echter met groot machtsvertoon. Dumoulin verwees Geraint Thomas met negenenveertig seconden verschil naar de tweede plek en pakte bijna drie minuten op Nairo Quintana, waarmee Dumoulin de roze leiderstrui veroverde. Tijdens de veertiende etappe volgde de eerste test als klassementsleider met een aankomst op Oropa. Quintana opende de aanval, maar net als op Blockhaus hield Dumoulin zijn eigen tempo aan. Hij haalde op anderhalve kilometer voor de streep de Colombiaan weer bij en reed in de laatste honderden meters nog van hem weg. Als klap op de vuurpijl verschalkte Dumoulin Ilnoer Zakarin nog in de sprint om de etappezege, waarmee hij zijn tweede rit in deze Ronde van Italië won en na Jan Janssen (Ronde van Frankrijk 1968) en Joop Zoetemelk (Ronde van Frankrijk 1980) als derde Nederlander ooit een etappe als klassementsleider in een Grote Ronde voor mannen won.
De slotweek begon in mineur voor Dumoulin. Aan de voet van de laatste beklimming van de koninginnenrit (zestiende etappe), de Umbrailpas, moest hij noodgedwongen de berm in voor een sanitaire stop, veroorzaakt door darmproblemen. Het leverde hem uiteindelijk een dikke twee minuten achterstand op Vincenzo Nibali en Nairo Quintana op, maar hij behield wel de roze leiderstrui met eenendertig tellen voorsprong op laatstgenoemde. In de achttiende etappe waagde Dumoulin nog enkele aanvalspogingen, maar die werden in de kiem gesmoord door Quintana en Nibali, waarmee hij achteraf nog een flinke woordenwisseling had. Dumoulin verweet de nummer twee en drie van het klassement dat ze niet meehielpen om de gedemarreerde top-10 renners terug te halen en verklaarde te hopen dat ze hun podiumplek zouden verliezen. Nibali reageerde fel op die reactie en noemde hem arrogant. In de negentiende etappe raakte Dumoulin door 'slechte benen' de roze leiderstrui aan Quintana kwijt, om in de laatste bergrit verder te zakken naar de vierde plek.
In de afsluitende individuele tijdrit van 29,3 kilometer moest hij tien tellen goedmaken op Thibaut Pinot, veertien op Vincenzo Nibali en drieënvijftig op Nairo Quintana. Bij het eerste tussenpunt moest Dumoulin alleen nog maar leider Quintana voor zich dulden, maar bij het tweede tussenpunt was Dumoulin ook hem voorbijgestreefd. Dumoulin werd op vijftien seconden van dagwinnaar Jos van Emden tweede in de individuele tijdrit, maar won wel het eindklassement met eenendertig tellen voorsprong op Quintana en veertig op Nibali. Daarmee was hij de eerste Nederlandse eindwinnaar van de Ronde van Italië en tevens de eerste Nederlander sinds zevenendertig jaar en na Joop Zoetemelk die een Grote Ronde voor mannen won. Hij was ook pas de derde Nederlander die een Grote Ronde voor mannen won na Jan Janssen (winnaar van de Ronde van Spanje 1967 en de Ronde van Frankrijk 1968) en Joop Zoetemelk (winnaar van de Ronde van Spanje 1979 en de Ronde van Frankrijk 1980).
Bij terugkeer in Nederland werd hij als gevolg van deze overwinning benoemd tot Ridder in de Orde van Oranje-Nassau én Limburger van Verdienste. Ook ontving hij de eremedaille in goud van de burgemeester van Maastricht.

#### Prolongatie van nationale tijdrittitel
Al snel na de Ronde van Italië werd duidelijk dat Dumoulin geen Ronde van Frankrijk zou rijden om zichzelf niet helemaal uit te putten. In plaats daarvan reed hij nog een aantal wedstrijden in juni, te beginnen met de driedaagse Hammer Series in Nederlands Limburg, een nieuw wielerconcept waarin niet de individuele renners maar de ploegen het onderling tegen elkaar opnamen. Op de openingsdag stond de klimkoers op het programma, waarin Dumoulin met Team Sunweb na Movistar Team de meeste punten pakte en Team Sunweb zo de tweede plaats in het tussenklassement bezorgde. Na de tweede dag behield de ploeg die tweede plaats. Al zag het met Team Sky wel een nieuwe ploeg aan de top verschijnen. In de afsluitende achtervolgingskoers, waarin Dumoulin net als in de sprintkoers niet meedeed, verloor Team Sunweb op het nippertje de eindsprint van Team Sky.
In de Ronde van Zwitserland startte Dumoulin als een van de favorieten en hij bevestigde die status in de proloog met een vijfde plaats. Twee dagen later stond hij al tweede, op tien seconden van klassementsleider en ploeggenoot Michael Matthews. De dag erna ging het peloton voor het eerst de bergen in. Dumoulin moest al vroeg lossen en gaf op de finish veel tijd prijs. Hij verklaarde zijn klassement te laten voor wat het was en zijn zinnen op de afsluitende individuele heuveltijdrit te zetten, maar twee dagen later stapte hij uiteindelijk vermoeid af. Voordat Dumoulin definitief gas terug nam en zich ging richten op het najaar, reed hij nog de Nederlandse kampioenschappen in Monferland. De individuele tijdrit ging over 50 kilometer licht glooiend terrein. Dumoulin verdedigde met succes zijn titel door vierentwintig seconden sneller te rijden dan Stef Clement en pakte zodoende zijn derde nationale tijdrittitel. In de wegwedstrijd speelde hij geen rol van betekenis.

#### Succesvol begin van het najaar met eindwinst in de BinckBank Tour
Dumoulin ging in juli op hoogtestage in La Plagne met een aantal ploeggenoten die zich aan het voorbereiden waren op de Ronde van Spanje. Dumoulin zelf overwoog ook nog even deelname aan die ronde, maar zag daar met oog op het wereldkampioenschap tijdrijden, zijn grote doel in het najaar die anderhalve week na het einde van de ronde verreden werd, uiteindelijk toch vanaf. Hij maakte zijn rentree in de Clásica San Sebastián, waar hij in de finale meestreed om de winst. In een groepssprint van vijf werd hij uiteindelijk vierde, achter Michał Kwiatkowski, Tony Gallopin en Bauke Mollema.
Zijn eerst grote doel in het najaar was de BinckBank Tour, de nieuwe naam voor de Eneco Tour die Dumoulin in het verleden al eens als tweede (2013) en derde (2014) had afgesloten. Op de tweede dag stond er een 9 kilometer korte individuele tijdrit in Voorburg op het programma, waar Dumoulin op vijf seconden van Stefan Küng derde werd en zich zodoende kandidaat stelde voor de eindwinst. In de rit over de Limburgse heuvels maakte hij met Team Sunweb de koers hard, maar een dag later in de rit door de Ardennen kon hij pas echt het verschil maken. Hij wist samen met tweevoudig eindwinnaar Tim Wellens uit de greep van de overige favorieten te blijven. Wellens won de sprint om de dagzege, Dumoulin werd tweede en pakte met nog een dag te gaan de leiding in het algemeen klassement met vier tellen voorsprong op Wellens.
De slotrit voerde over de steile kasseienheuvels van Vlaanderen. Er werd veel aangevallen door mannen met de etappezege als doel, maar Wellens hield zich vooral afzijdig. Dumoulin verloor na de tweede passage over de Muur van Geraardsbergen even de aansluiting met de grote namen, maar kon met behulp van ploeggenoot Søren Kragh Andersen weer aansluiten, om in de Gouden Kilometer nog één bonificatieseconde te pakken en zodoende uit te lopen tot een voorsprong van vijf seconden op Wellens. De rit eindigde op de eerste stukken van de Muur van Geraardsbergen en daar vormde Wellens geen bedreiging meer. Dumoulin werd achter de gevluchte etappewinnaar Jasper Stuyven en Philippe Gilbert derde en stelde zo de eindoverwinning veilig, zijn tweede winst in een meerdaagse wielerronde na de Ronde van Italië 2017.

#### Tweemaal wereldkampioen in Bergen
Het wereldkampioenschap in Bergen vormde het grote doel voor Dumoulin in het najaar. In aanloop naar de WK-week reisde hij naar Canada af voor het tweeluik grand prixs in Canada, maar in beide wedstrijden kon hij zijn neus niet aan het venster steken. In Quebec werd hij 49e, in Montreal 28e.
Het grote doel lag echter in het Noorse Bergen. Op de ploegentijdrit pakte Dumoulin samen met Lennard Kämna, Wilco Kelderman, Søren Kragh Andersen, Michael Matthews en Sam Oomen zijn eerste wereldtitel uit zijn carrière. Bij het eerste tussenpunt had het zestal nog tien tellen achterstand op Team Sky en bij het tweede tussenpunt had BMC een handjevol seconden voorsprong, maar in de slotfase reden Dumoulin en consorten het gat definitief dicht en aan de meet hadden ze acht tellen voorsprong op BMC en 22 op Sky.
Drie dagen later lag het zwaartepunt van het WK voor Dumoulin, toen de individuele tijdrit op het programma stond. Met een steile slotklim in het parcours overwoog Dumoulin een fietswissel, die hij uiteindelijk niet doorzette. Bij het eerste tussenpunt kwam Dumoulin nog als derde door, maar vanaf het tweede punt domineerde hij de tabellen. Op de slotklim met zijn tijdritfiets liep Dumoulin verder uit op zijn concurrenten en haalde de anderhalve minuut eerder gestarte en uiteindelijk als derde geëindigde Froome bijna in. Uiteindelijk pakte Dumoulin zijn eerste wereldtitel tijdrijden met 57 seconden voorsprong op Primož Roglič.
In de wegrit kwam Dumoulin aardig voor de dag, maar hij kon zijn trilogie wereldtitels in Bergen niet vervolledigen. Hij startte als een van de kopmannen van de Nederlandse ploeg en plaatste in de voorlaatste rondes nog twee versnellingen, maar kreeg te weinig medevluchters met zich mee en geraakte bovendien nooit ver weg van het peloton. In de eindsprint met een omvangrijke groep werd Dumoulin uiteindelijk 25e.
Dumoulin sloot zijn uiterst succesvolle 2017 in Italië af. In de Tre Valli Varesine werd hij op een kleine halve minuut van winnaar Alexandre Geniez 28e. Aanvankelijk zou Dumoulin ook Milaan-Turijn rijden, maar die liet hij in aanloop naar zijn slotwedstrijd verstek gaan. De Ronde van Lombardije was de seizoensafsluiter van Dumoulin, maar een tegenstribbelend lichaam deed hem vroegtijdig uit de wedstrijd stappen.
Aan het einde van het jaar werd Dumoulin samen met Formule 1-coureur Max Verstappen en langebaanschaatser Sven Kramer genomineerd voor NOS|NOC*NSF-sportman van het jaar 2017. Op het sportgala werd hij uiteindelijk verkozen tot Nederlands sportman van het jaar.

### 2018 – Eindpodium in de Giro en de Tour

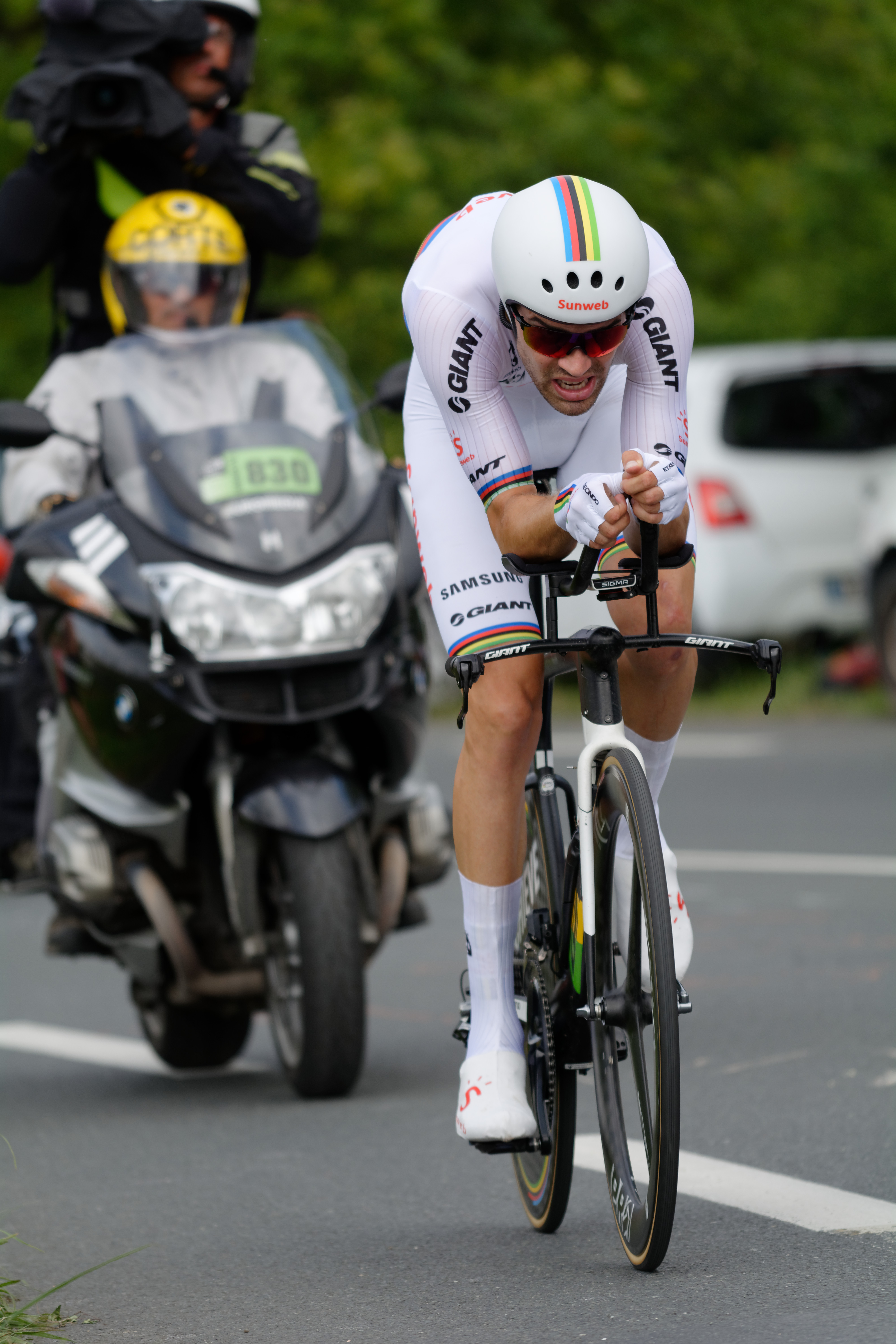
Dumoulin in de regenboogtrui tijdens de door hem gewonnen twintigste etappe van de Ronde van Frankrijk 2018.

Het grote doel van 2018 vormde voor Dumoulin wederom de Ronde van Italië, waar hij zijn titel verdedigde. Voorafgaand aan het seizoen liet hij weten dat zijn aanloop naar de Giro identiek aan die van 2017 zou zijn en dat hij de deur voor deelname aan de Ronde van Frankrijk op een kier hield. Snel na de Giro volgde reeds de bevestiging van zijn Tourdeelname.

#### Tegenvallende resultaten in het voorjaar
Het succesvolle voorjaar van 2017 kon Dumoulin in 2018 niet herhalen. In de Abu Dhabi Tour mocht hij in de vierde etappe, een individuele tijdrit over 12,6 kilometer, voor het eerst in zijn regenboogtrui aantreden. Bij het tussenpunt onderweg was Dumoulin nog de snelste en had hij een seconde voorsprong op uiteindelijk winnaar Rohan Dennis, maar fietspech smoorde Dumoulins poging voor zijn eerste seizoenszege in de kiem. Na een twaalfde plek in de tijdrit stond hij negende in het klassement, waarna Wilco Kelderman het kopmanschap van Sunweb overnam. Op de slotklim op de slotdag had Dumoulin wederom met mechanische malheur te kampen, waarna hij uiteindelijk op een 38e plek in het eindklassement strandde.
In de Strade Bianche moest Dumoulin zich aanvankelijk beperken tot volgen, maar in de finale had hij geen antwoord op de versnelling van de favorieten en sloot hij de dag als nummer 21 af. Ook de Tirreno-Adriatico werd geen succes. Voorafgaand aan de wedstrijd had Dumoulin met ziekte te kampen. In de ploegentijdrit op de openingsdag werd regerend wereldkampioen Sunweb vijfde op 25 seconden van winnaar BMC. In de vierde etappe kwam Dumoulin ten val en moest hij als nummer 9 in het klassement afstappen. Hij besloot ondanks zijn fysieke malaise toch Milaan-San Remo te rijden in dienst van Michael Matthews, maar zowel Matthews (7e) als Dumoulin (31e) konden geen potten breken.
Na afloop van zijn voorjaar ging Dumoulin ter voorbereiding op de Giro op hoogtestage in de Sierra Nevada, waar hij in een interview aan de NOS tekst en uitleg gaf over zijn tegenvallende prestaties in het voorjaar. 'Ik ben denk ik een beetje te gretig geweest. Ik had niet de mentale weerbaarheid om goed met tegenslagen om te gaan, omdat ik er niet met de juiste mindset in zat.'
De laatste wedstrijd voorafgaand aan de Giro was voor Dumoulin Luik-Bastenaken-Luik. Hij startte als een van de schaduwkopmannen van Sunweb en deed nog verscheidene pogingen om een aanval te plaatsen, maar miste de beslissende slag en werd uiteindelijk vijftiende, zijn tot dan toe beste resultaat in een Ardense voorjaarsklassieker.

#### Opnieuw eindpodium in de Giro
De Giro d'Italia was het grootste seizoensdoel voor Dumoulin in de eerste seizoenshelft. De ronde begon met een individuele tijdrit over 9,7 kilometer in de Israëlische hoofdstad Jeruzalem, waarin Dumoulin als titelverdediger als laatste startte. Onderweg was hij bij de tijdmeting al de snelste - hij was vier seconden sneller dan de snelste tijd tot dan toe van Rohan Dennis. Aan de streep waren daar nog twee van over; genoeg voor Dumoulin om na 2016 opnieuw de openingstijdrit van de Giro te winnen. Bovendien pakte hij na Gerrie Knetemann als tweede Nederlander ooit in vier achtereenvolgende jaren een leiderstrui in een grote ronde voor mannen. Ook evenaarde hij met zijn vierde etappezege in de Ronde van Italië het Nederlands recordaantal etappezeges voor mannen, van Jean-Paul van Poppel.
In de tweede etappe verspeelde Dumoulin de roze trui aan Rohan Dennis, doordat Dennis drie seconden pakte tijdens een tussensprint. Bij de aankomsten heuvelop in Sicilië consolideerde Dumoulin telkens zijn tweede plaats. In de zesde etappe lag de aankomst voor het eerst in de ronde bergop en werd het klassement voor het eerst sinds de tijdrit weer opgeschud. Rozetruidrager Rohan Dennis kon de favorietengroep niet volgen, maar uit de favorietengroep demarreerde wel Simon Yates, die de roze trui pakte. Dumoulin finishte in de favorietengroep en bleef tweede in het klassement staan. In het laatste weekend van de eerste week verloor hij nog wat extra tijd op Simon Yates en passeerde ook Esteban Chaves Dumoulin in het klassement.
In de eerste rit van de tweede week moest Chaves lossen uit de favorietengroep en heroverde Dumoulin zijn tweede plek. Gedurende de tweede week wist hij zijn tweede plek te behouden, maar zag hij roze truidrager Yates in de bergritten naar de Zoncolan en naar Sappada uitlopen tot 2'11. In de zestiende rit, een vlakke tijdrit over 34 kilometer, kon Dumoulin weer tijd terugpakken. Hij werd derde in de tijdrit, maar kon het gat met Yates niet dichten en keek voor aanvang van de laatste bergritten tegen een achterstand van 56 seconden aan.
De eerste van de drie laatste bergritten ging naar Prato Nevoso. Dumoulin viel Yates aan, maar de Brit volgde gezwind. Een tweede aanval van Chris Froome kon Dumoulin pareren, maar Yates niet. Dumoulin kwam als tweede van de klassementsrenners boven en liep in op Yates, waarna zijn achterstand nog 28 seconden bedroeg, met twee nog zwaardere bergritten voor de boeg. De negentiende rit kende vier zware cols onderweg. Op de Colle delle Finestre kwam de Giro op z'n kop te staan. Klassementsleider Yates moest lossen uit het favorietengroepje en zou meer dan een halfuur verliezen. Lang reed Dumoulin gedurende de etappe virtueel in het roze, maar een aanval van Froome op de Finestre kon hij niet beantwoorden. Hij achtervolgde de Brit 80 kilometer lang, maar verloor uiteindelijk ruim 3 minuten, waarmee hij in het klassement tweede stond op 40 seconden van de Brit, met nog een bergrit te gaan. In die laatste bergrit plaatste Dumoulin meerdere aanvallen, maar telkens pareerde Froome, waardoor Dumoulin uiteindelijk op 46 seconden van eindwinnaar Froome als tweede in het eindklassement zou eindigen.

#### Ook eindpodium in de Tour
Voorafgaand aan de slotrit van de Giro liet Tom Dumoulin al doorschemeren er vrij zeker van te zijn ook in de Tour de France van start te gaan, waarna niet veel later de bevestiging volgde. Ook in de Tour zou een goed klassement het hoofddoel zijn.
Vlak na de Giro stond Dumoulin, net als in 2017, aan de start van de klimwedstrijd van de Hammer Series, waar hij als gevolg van vermoeidheid echter al snel afstapte. In voorbereiding op de Tour ging Dumoulin vervolgens op hoogtestage in het Franse La Plagne. Doordat hij op de dag van het nationaal kampioenschap tijdrijden terugkwam, verdedigde hij zijn Nederlandse titel tegen de klok niet. Wel stond hij enkele dagen later en vlak voor de Tourstart aan de start van de wegwedstrijd, die hij als nummer 29 afsloot.
Op 7 juli stond Dumoulin op Noirmoutier-en-l'Île voor het eerst in zijn carrière met klassementsambities aan de start van de Tour. De eerste vijf etappes verliepen vlekkeloos. Tijdens de 6e etappe verloor hij echter door pech 53 seconden boven op de Mûr-de-Bretagne, waarna hij van de jury ook nog 20 seconden straf kreeg voor het rijden achter de ploegleiderswagen. De 9e etappe, een kasseienrit die de renners naar Roubaix voerde, leverde geen grote tijdsverschillen op tussen de klassementsmannen, ondanks herhaaldelijke poringen van Dumoulin om tijdsverschillen te forceren.
De eerste bergetappes volgden in de tweede week in de Alpen. In de 10e etappe met aankomst bergaf waren er nog geen tijdsverschillen. In de 11e etappe trok Dumoulin in de afdaling van de Cormet de Roselend, in aanloop naar de slotklim naar La Rosière, samen met ploeggenoot Søren Kragh Andersen ten aanval. Hij begon met voorsprong op de favorietengroep aan de slotklim, maar werd in de finale voorbijgestreefd door Geraint Thomas, die vervolgens naar de overwinning soleerde en de gele trui pakte, en Chris Froome, die de sprint om de tweede plek van Dumoulin verloor. De twaalfde etappe en laatste Alpenrit finishte bovenop Alpe d'Huez. Dumoulin bleef de gehele klim in het spoor van de favorieten en plaatste in de finale meerdere aanvallen in de jacht op de etappezege, maar kon niet weg geraken van zijn naaste belagers Froome en Thomas en verloor door een schakelfout de sprint om de ritzege van Thomas, wat hem een tweede achtereenvolgende tweede plaats opleverde.
In de 14e etappe, een overgangsetappe richting de Pyreneeën, moest het peloton op weg naar Mende een korte, steile slotklim bedwingen. Dumoulin reed zijn eigen tempo en loste even, maar sloot even later weer aan en plaatste zelfs een aanval, maar Froome en Thomas losten niet. Gedrieën kwamen ze over de finish, waardoor Dumoulin nog steeds derde stond met 1'50 achterstand op Thomas en 11 seconden achterstand op Froome.
In de slotweek moesten voorafgaand aan de afsluitende individuele tijdrit nog drie Pyreneeën-etappes bedwongen worden. De eerste (etappe 16) leverde geen verschillen tussen de favorieten op. De 17e etappe naar Saint-Lary-Soulan was een korte bergrit van 65 kilometer, die beslist werd op de slotklim naar de Col de Portet. Nairo Quintana plaatste al vroeg een aanval en won de etappe, maar de aanvallen die Froome en Primož Roglič plaatsten, werden door Dumoulin geneutraliseerd. In de slotkilometers plaatste Dumoulin zelf nog enkele versnellingen. Hij zette Froome daarmee op definitieve achterstand en schoof zo op naar de tweede plek in het algemeen klassement, maar Thomas kon blijven volgen en reed in de laatste kilometer zelfs weg van Dumoulin, waarmee de klassementsleider zijn leidende positie tot 1'59 uitbreidde.
De 19e etappe was de laatste bergetappe van de ronde, met aankomst bergaf. Op de laatste klim van de dag, de Col d'Aubisque, probeerde Dumoulin enkele keren Thomas nog te kraken, maar zijn pogingen waren tevergeefs. Ook Roglič versnelde meerdere malen, maar hij werd telkens door Dumoulin teruggehaald. In de afdaling wist Roglič alsnog verschil te maken, won hij de etappe. Hij kwam bovendien, met nog een tijdrit in het verschiet, dicht bij de tweede plek van Dumoulin. Thomas won het sprintje van de favorietengroep en liep door de zes bonificatieseconden nog uit naar 2'05 op Dumoulin.
De 20e etappe, een individuele heuveltijdrit over 31 kilometer naar Espelette, was de laatste kans om voor verschillen te zorgen. Dumoulin had ruim twee minuten achterstand op klassementsleider Thomas, maar werd als nummer twee van achteren bedreigd door nummer drie Roglič (19 seconden achterstand) en nummer vier Froome (32 seconden). Onderweg onderstreepte Thomas zijn dominantie door bij de twee tijdmetingen ruim sneller te zijn dan Froome en Dumoulin, die niet veel voor elkaar onder deden. In de slotfase verloor Thomas nog veel tijd en daarmee het zicht op de dagzege; wel stelde hij zijn Tourzege veilig. Dumoulin bleek aan de streep een seconde sneller dan Froome, stelde zo zijn tweede plaats in het eindklassement veilig en pakte de etappezege (zijn derde in de Tour).
In de slotrit naar Parijs kwam de tweede plek van Dumoulin niet meer in gevaar, die daarmee na de eerste Nederlandse podiumplek in de Tour pakte sinds Erik Breukink in 1990. Ook waren hij en Froome de eerste renners na Marco Pantani in de Giro en Tour in 1998 die in een jaar zowel in de Giro, als in de Tour op het podium reden. Het onderlinge verschil tussen beiden na zes weken door Italië en Frankrijk bedroeg slechts 13 seconden in het voordeel van Froome.

#### Ereplaatsen, maar geen titel op WK
Een kleine maand na de Tour stond Tom Dumoulin aan de start van de nieuw leven ingeblazen Ronde van Duitsland. In de koninginnenrit zat hij mee in de beslissende aanval met Matej Mohoric, Nils Politt en Maximilian Schachmann, waarbij laatstgenoemde de sprint om de dagzege won en de leiderstrui pakte. De twee slotdagen zat Dumoulin telkens mee in de voorste groep, maar sprintte hij telkens niet mee om de dagzege en verloor zijn derde plek aan Politt, die in tegenstelling tot Dumoulin bonificatiesecondes pakte, en sloot daarmee zijn Ronde van Duitsland als vierde af.
Het laatste grote doel voor Dumoulin in 2018 was het WK in het Oostenrijkse Innsbruck. Hij stond met zijn ploeg Sunweb aan de start de ploegentijdrit. Hoewel hij samen met Chad Haga, Wilco Kelderman, Søren Kragh Andersen, Michael Matthews en Sam Oomen bij de laatste tijdmeting onderweg nog op koers lag voor titelprolongatie, verloor de ploeg in de laatste deel te veel op de uiteindelijke wereldkampioen Quick-Step om voor het goud in aanmerking te komen. Wel stelde het zestal met een seconde voorsprong op BMC het zilver veilig.
In de individuele tijdrit startte Dumoulin ook als titelverdediger. Op het heuvelachtige parcours was Dumoulin in Innsbruck echter niet opgewassen tegen Rohan Dennis. Hij was bij elke tijdmeting onderweg langzamer en moest uiteindelijk een kleine anderhalve minuut op de Australiër toegeven. De strijd om het zilver won Dumoulin van Victor Campenaerts met enkele tienden van seconden in zijn voordeel. Achteraf verklaarde Dumoulin 'totaal mislukt op zijn fiets te zitten'.
In de wegwedstrijd startte Dumoulin als een van de kopmannen van de Nederlandse ploeg. Op de laatste klim voor de finish ontstond de beslissende slag met Alejandro Valverde, Romain Bardet en Michael Woods. Dumoulin kon aanvankelijk niet volgen, maar reed op zijn eigen tempo de ene na de andere geloste voorbij en wist in de afdaling aan te sluiten bij het voorste drietal. Hij probeerde ze te verrassen met een uitval op een kilometer van de meet, maar Valverde haalde Dumoulin direct terug. Valverde won uiteindelijk de sprint om de wereldtitel, Dumoulin werd vierde. Dumoulin sloot zijn seizoen af in Hong Kong, waar de laatste in een reeks van drie Hammer Series in 2018 op het programma stond. Hij kwam alleen in actie op de achtervolging, waar hij samen met Sunweb-ploegmaten Chad Haga, Martijn Tusveld, Søren Kragh Andersen en Max Walscheid de snelste tijd van de dag neerzette en zodoende een vierde plek in het ploegenklassement veiligstelde.

### 2019 – Knieblessure en overstap naar Team Jumbo-Visma
In de aanloop naar het seizoen 2019 zag het er lange tijd naar uit dat Tom Dumoulin de Tour de France als groot doel zou kiezen. Dit veranderde direct nadat het parcours van de Tour bekend werd gemaakt. Doordat deze slechts één individuele tijdrit bevatte verschoof de focus richting de Ronde van Italië, waar liefst drie tijdritten op het programma stonden. In overleg met de ploeg besloot Dumoulin net als in 2018 zowel de Giro als Tour te rijden, met de focus op een nieuwe eindzege in de Giro.

#### Val in eerste koers, nog geen topvorm in Tirreno-Adriatico
Dumoulin startte het seizoen in het Midden Oosten met de UAE Tour. Hij viel vooral op met een tweede plaats in de zesde etappe, een aankomst bergop waar Dumoulin in de sprint verloor van Primoz Roglic. Eerder op de dag was Dumoulin ten val gekomen, waardoor hij even dacht aan opgeven. Hij reed echter door en verraste zichzelf met zijn tweede plaats. Dumoulin hield wel een overstrekte heup-lendenspier over aan de val. Uiteindelijk eindigde hij als zesde in het algemeen klassement.
Door de blessure moest Dumoulin de Strade Bianche aan zich voorbij laten gaan, maar hij was wel weer op tijd fit voor de Tirreno-Adriatico. Hoewel hij ging voor de winst, kon een aanvallend rijdende Dumoulin vooral in de bergritten niet mee met mannen als Adam Yates, Jakob Fuglsang en winnaar Primoz Roglic. Een tegenvallende achtste plaats in de slottijdrit zorgde ervoor dat Dumoulin vierde werd in het eindklassement, met de wetenschap dat de topvorm voor de Giro er nog niet was. Zijn laatste wedstrijd voor de Ronde van Italië was Milaan San Remo, waar hij 11e werd.

#### Snelle opgave in de Ronde van Italië
Met goede moed begon Dumoulin aan de openingstijdrit in de Ronde van Italië, op een pittig parcours in Bologna. Dumoulin startte als eerste renner van het hele peloton, waardoor het lange tijd onduidelijk was wat zijn tijd van 13:22 waard was. Het bleek niet genoeg voor de winst en zelfs niet voor een podiumplaats. Dumoulin gaf met zijn vijfde plaats liefst 28 seconden toe op ritwinnaar Primoz Roglic.
Dumoulin kwam de twee volgende dagen zonder kleerscheuren door, maar in de vierde etappe ging het fout. Dumoulin was betrokken bij een grote valpartij op zes kilometer van de eindstreep en kwam met een hevig bebloede knie binnen op meer dan vier minuten van ritwinnaar Richard Carapaz. Door dit tijdsverlies kwam een abrupt eind aan de klassementsambities van Dumoulin, en was het nog maar de vraag of hij de ronde überhaupt kon hervatten. De volgende ochtend besloot Dumoulin toch te starten in de hoop dat de pijn aan zijn knie zou wegtrekken, maar al snel na de start moest hij opgeven.

### 2020-2022 – Knechten, herstellen en stoppen
Het seizoen 2020 zou voor Dumoulin een wederopstanding moeten betekenen. Het jaar begon echter met flinke tegenslag in de Ronde van Valencia, omdat hij bij deze eerste wedstrijd sinds de Dauphiné Liberé van 2019 door ziekte aan zich voorbij moest laten gaan. Zijn rentree werd daardoor een maand uitgesteld tot de Tireno-Adriatico, maar toen gooide de coronacrisis roet in het eten.
Toen het seizoen weer hervat werd, was Dumoulin onderdeel van het Jumbo-Visma-team, dat met een duidelijke missie aan de start van de Tour de France zou beginnen: winnen. Na ruim een jaar geen koers te hebben gereden, werd hij via de Tour de l'Ain en de Dauphiné Liberé klaargestoomd voor deelname aan de Tour de France. Tijdens deze koersen en de eerste weken van de Tour de France bleek dat binnen Jumbo-Visma ploeggenoot Primoz Roglic betere papieren had om de Tour te winnen. Dumoulin zou zich daarom schikken in de rol van knecht van de Sloveen. Hij eindigde de Tour de France desondanks als zevende, met name dankzij een tweede plaats in de slottijdrit naar het Planche des Belle Filles.
Op 23 januari 2021, enkele dagen na de presentatie van Team Jumbo-Visma 2021, meldde Dumoulin dat hij voor onbepaalde tijd zou stoppen met wielrennen omdat hij moeite had met de verwachtingen en daarbij behorende druk als wielrenner. Op 13 mei dat jaar meldde Jumbo-Visma dat Dumoulin zou terugkeren in het peloton in de Ronde van Zwitserland en zich zou gaan richten op de Olympische tijdrit in Tokio. Daar werd Dumoulin tweede achter Roglic. Maar op 3 juni 2022 bleek dat Dumoulin na 2022 definitief zal gaan stoppen.
Op 15 augustus 2022 maakte Dumoulin bekend per direct te stoppen met wielrennen.

### 2023-heden
Vanaf 2023 werkt Dumoulin als commentator/wieleranalist bij NOS Studio Sport. In augustus van dat jaar voorspelde hij de zege van Mathieu van der Poel bij het WK op de weg nog voor de renners van start waren gegaan.
Na zijn professionele wielercarrière is Dumoulin meer gaan hardlopen. Hij gebruikte het hardlopen tijdens zijn carrière in de wintertraining, als afwisseling van het fietsen. In 2021 liep hij in Maastricht al eens een tien kilometer in 32 minuten en 38 seconden. In de Halve Marathon van Amsterdam 2023 bereikte hij als 21e de finishlijn in een tijd van 1:10:04. Zelf zegt hij dat hij het niet professioneel aanpakt maar wel ooit een hele marathon wil doen.
In 2024 verschenen de wielermemoires van Dumoulin onder de titel Op gevoel, opgetekend door Nando Boers in samenwerking met Dumoulin.

## Privéleven
In oktober 2024 werd Dumoulin voor het eerst vader van een zoon.

## Palmares

### Beloften
2010 - 3 zeges
- 3e etappe Grote Prijs van Portugal
- Eindklassement Grote Prijs van Portugal
- Omloop Lek en IJssel (geen UCI-zege)
- 7e etappe Girobio (individuele tijdrit)

2011 - 1 zege
- Eindklassement Triptyque des Monts et Châteaux

Totaal: 4 zeges

### Elite
2013 - 1 zeges
- Bergklassement Ruta del Sol
- Jongerenklassement Ronde van België
- Ridderronde Maastricht

2014 - 5 zeges
- 2e etappe Internationaal Wegcriterium (individuele tijdrit)
- Jongerenklassement Ronde van België
- Nederlands kampioenschap tijdrijden
- 3e etappe Eneco Tour (individuele tijdrit)
- Puntenklassement Eneco Tour
- Proloog Ronde van Alberta
- Jongerenklassement Ronde van Alberta
- Ridderronde Maastricht

2015 - 5 zeges
- 6e etappe Ronde van het Baskenland (individuele tijdrit)
- 1e etappe Ronde van Zwitserland (individuele tijdrit)
- 9e etappe Ronde van Zwitserland (individuele tijdrit)
- 9e etappe Ronde van Spanje
- 17e etappe Ronde van Spanje (individuele tijdrit)
- Prijs van de Strijdlust Ronde van Spanje

2016 - 4 zeges
- 1e etappe Ronde van Italië (individuele tijdrit)
- Nederlands kampioenschap tijdrijden
- 9e etappe Ronde van Frankrijk
- 13e etappe Ronde van Frankrijk (individuele tijdrit)

2017 - 7 zeges
- 10e etappe Ronde van Italië (individuele tijdrit)
- 14e etappe Ronde van Italië
- Eindklassement Ronde van Italië
- Nederlands kampioenschap tijdrijden
- Eindklassement BinckBank Tour
- Wereldkampioenschap ploegentijdrijden
- Wereldkampioenschap tijdrijden
- Ridderronde Maastricht

2018 - 2 zeges
- 1e etappe Ronde van Italië (individuele tijdrit)
- 20e etappe Ronde van Frankrijk (individuele tijdrit)

2021 - 1 zege
- Nederlands kampioenschap tijdrijden

Totaal: 22 zeges

## Leiderstruien

### Algemeen klassement
| Jaar | Ronde                       | Niveau     | Aantal leiderstruien | Gepakt na (overgenomen van)     | Kwijtgeraakt na (kwijtgeraakt aan)  |
| ---- | --------------------------- | ---------- | -------------------- | ------------------------------- | ----------------------------------- |
| 2013 | Eneco Tour                  | 2.UWT      | 1                    | 6e etappe ( Lars Boom)          | 7e etappe ( Zdeněk Štybar)          |
| 2014 | Internationaal Wegcriterium | 2.HC       | 1                    | 2e etappe ( Nacer Bouhanni)     | 3e etappe ( Jean-Christophe Péraud) |
| 2014 | Eneco Tour                  | 2.UWT      | 1                    | 5e etappe ( Lars Boom)          | 6e etappe ( Tim Wellens)            |
| 2014 | Ronde van Alberta           | 2.1        | 5                    | Proloog (Eerste drager)         | 5e etappe ( Daryl Impey)            |
| 2015 | Ronde van Zwitserland       | 2.UWT      | 4                    | 1e etappe (Eerste drager)       | 5e etappe ( Thibaut Pinot)          |
| 2015 | Ronde van Spanje            | 2.UWT (GR) | 1                    | 5e etappe ( Esteban Chaves)     | 6e etappe ( Esteban Chaves)         |
| 2015 | Ronde van Spanje            | 2.UWT (GR) | 2                    | 9e etappe ( Esteban Chaves)     | 11e etappe ( Fabio Aru)             |
| 2015 | Ronde van Spanje            | 2.UWT (GR) | 3                    | 17e etappe ( Joaquim Rodríguez) | 20e etappe ( Fabio Aru)             |
| 2016 | Ronde van Italië            | 2.UWT (GR) | 2                    | 1e etappe (Eerste drager)       | 3e etappe ( Marcel Kittel)          |
| 2016 | Ronde van Italië            | 2.UWT (GR) | 4                    | 4e etappe ( Marcel Kittel)      | 8e etappe ( Gianluca Brambilla)     |
| 2017 | Ronde van Italië            | 2.UWT (GR) | 9                    | 10e etappe ( Nairo Quintana)    | 19e etappe ( Nairo Quintana)        |
| 2017 | Ronde van Italië            | 2.UWT (GR) | 1                    | 21e etappe ( Nairo Quintana)    | 21e etappe (Eindwinnaar)            |
| 2017 | BinckBank Tour              | 2.UWT      | 2                    | 6e etappe ( Lars Boom)          | 7e etappe (Eindwinnaar)             |
| 2018 | Ronde van Italië            | 2.UWT (GR) | 1                    | 1e etappe (Eerste drager)       | 2e etappe ( Rohan Dennis)           |

### Puntenklassement
| Jaar | Ronde                       | Niveau     | Aantal leiderstruien | Gepakt na (overgenomen van)   | Kwijtgeraakt na (kwijtgeraakt aan) |
| ---- | --------------------------- | ---------- | -------------------- | ----------------------------- | ---------------------------------- |
| 2014 | Internationaal Wegcriterium | 2.HC       | 1                    | 2e etappe ( Nacer Bouhanni)   | 3e etappe ( Mathias Frank)         |
| 2014 | Eneco Tour                  | 2.UWT      | 3                    | 5e etappe ( Andrea Guardini)  | 7e etappe (Eindwinnaar)            |
| 2015 | Ronde van Zwitserland       | 2.UWT      | 2                    | 1e etappe (Eerste drager)     | 3e etappe ( Daniel Moreno)         |
| 2016 | Ronde van Italië            | 2.UWT (GR) | 1                    | 1e etappe (Eerste drager)     | 2e etappe ( Marcel Kittel)         |
| 2016 | Ronde van Groot-Brittannië  | 2.HC       | 1                    | 7e etappe (A) ( Daniel McLay) | 7e etappe (B) ( Rohan Dennis)      |
| 2018 | Ronde van Italië            | 2.UWT (GR) | 1                    | 1e etappe (Eerste drager)     | 2e etappe ( Elia Viviani)          |

### Bergklassement
| Jaar | Ronde              | Niveau     | Aantal leiderstruien | Gepakt na (overgenomen van)   | Kwijtgeraakt na (kwijtgeraakt aan) |
| ---- | ------------------ | ---------- | -------------------- | ----------------------------- | ---------------------------------- |
| 2013 | Ruta del Sol       | 2.1        | 1                    | 3e etappe ( Luis Ángel Maté)  | 3e etappe (Eindwinnaar)            |
| 2014 | Ronde van Picardië | 2.1        | 1                    | 2e etappe ( Philippe Gilbert) | 3e etappe ( Philippe Gilbert)      |
| 2017 | Ronde van Italië   | 2.UWT (GR) | 2                    | 14e etappe ( Omar Fraile)     | 16e etappe ( Mikel Landa)          |

### Jongerenklassement
| Jaar | Ronde                       | Niveau     | Aantal leiderstruien | Gepakt na (overgenomen van)   | Kwijtgeraakt na (kwijtgeraakt aan) |
| ---- | --------------------------- | ---------- | -------------------- | ----------------------------- | ---------------------------------- |
| 2012 | Ronde van Luxemburg         | 2.HC       | 3                    | Proloog (Eerste drager)       | 3e etappe ( Wout Poels)            |
| 2012 | Ronde van Burgos            | 2.HC       | 1                    | 4e etappe ( Esteban Chaves)   | 5e etappe ( Esteban Chaves)        |
| 2013 | Ronde van België            | 2.HC       | 3                    | 3e etappe ( Danny van Poppel) | 5e etappe (Eindwinnaar)            |
| 2014 | Internationaal Wegcriterium | 2.HC       | 1                    | 2e etappe ( Nacer Bouhanni)   | 3e etappe ( Rafał Majka)           |
| 2014 | Ronde van België            | 2.HC       | 3                    | 3e etappe ( Jonas Ahlstrand)  | 5e etappe (Eindwinnaar)            |
| 2014 | Ronde van Alberta           | 2.1        | 6                    | Proloog (Eerste drager)       | 5e etappe (Eindwinnaar)            |
| 2015 | Ronde van Frankrijk         | 2.UWT (GR) | 1                    | 2e etappe ( Rohan Dennis)     | 3e etappe ( Peter Sagan)           |

### Combinatieklassement
| Jaar | Ronde            | Niveau     | Aantal leiderstruien | Gepakt na (overgenomen van) | Kwijtgeraakt na (kwijtgeraakt aan) |
| ---- | ---------------- | ---------- | -------------------- | --------------------------- | ---------------------------------- |
| 2015 | Ronde van Spanje | 2.UWT (GR) | 6                    | 9e etappe ( Esteban Chaves) | 14e etappe ( Joaquim Rodríguez)    |

### Prijs van de Strijdlust&Rode rugnummers
| Jaar | Ronde                 | Niveau     | Aantal rode rugnummers | Overwinning                           |
| ---- | --------------------- | ---------- | ---------------------- | ------------------------------------- |
| 2015 | Ronde van Zwitserland | 2.UWT      | 1                      | 1e etappe                             |
| 2015 | Ronde van Zwitserland | 2.UWT      | 1                      | 8e etappe                             |
| 2015 | Ronde van Spanje      | 2.UWT (GR) | 1                      | 17e etappe                            |
| 2015 | Ronde van Spanje      | 2.UWT (GR) | 1                      | Prijs van de Strijdlust (Eindwinnaar) |
| 2016 | Ronde van Frankrijk   | 2.UWT (GR) | 1                      | 9e etappe                             |

### Informatie over niveaus
- 2.UWT = Meerdaagse wedstrijd van UCI World Tour-niveau
- 2.HC = Meerdaagse wedstrijd van UCI Continentale circuits Hors Categorie-niveau
- 2.1 = Meerdaagse wedstrijd van UCI Continentale circuits-niveau
- GR = Grote Ronde (Ronde van Italië, Ronde van Frankrijk en Ronde van Spanje)

## Ereplaatsen en top-5 noteringen

### Beloften
2010
- 2e in 1e etappe Grote Prijs van Portugal
- 5e op Nederlands beloftenkampioenschap tijdrijden

2011
- 2e in 2e etappe Ronde van Normandië
- 2e in 1e etappe Triptyque des Monts et Châteaux
- 4e in 6e etappe Olympia's Tour
- 3e in eindklassement Olympia's Tour
- 2e in 2e etappe Ronde van Thüringen
- 3e in 5e etappe Ronde van Thüringen (individuele tijdrit)
- 3e in eindklassement Ronde van Thüringen
- 5e in proloog Ronde van de Ain
- 3e in proloog Ronde van de Toekomst

### Elite
2012
- 5e in Rund um Köln
- 5e in 6e etappe Ronde van Califonië
- 5e in eindklassement Ronde van Luxemburg

2013
- 2e in 3e etappe Ronde van België (individuele tijdrit)
- 5e in eindklassement Ronde van België
- 3e op Nederlands kampioenschap tijdrijden
- 2e op Nederlands kampioenschap wegwielrennen
- 2e in 5e etappe Eneco Tour (individuele tijdrit)
- 4e in 6e etappe Eneco Tour
- 2e in eindklassement Eneco Tour

2014
- 2e in proloog Ruta del Sol
- 5e in 7e etappe Tirreno-Adriatico (individuele tijdrit)
- 2e in 3e etappe Ronde van België (individuele tijdrit)
- 2e in eindklassement Ronde van België
- 2e in 1e etappe Ronde van Zwitserland (individuele tijdrit)
- 2e in 7e etappe Ronde van Zwitserland (individuele tijdrit)
- 5e in eindklassement Ronde van Zwitserland
- 4e in 7e etappe Ronde van Frankrijk
- 4e in 9e etappe Ronde van Frankrijk
- 2e in 20e etappe Ronde van Frankrijk (individuele tijdrit)
- 2e in 5e etappe Eneco Tour
- 4e in 6e etappe Eneco Tour
- 3e in eindklassement Eneco Tour
- 2e in eindklassement Ronde van Alberta
- 2e in Grote Prijs van Quebec
- 3e op wereldkampioenschap tijdrijden

2015
- 4e in 2e etappe Tour Down Under
- 3e in 3e etappe Tour Down Under
- 5e in 5e etappe Tour Down Under
- 4e in eindklassement Tour Down Under
- 5e in 3e etappe Ronde van Zwitserland
- 3e in eindklassement Ronde van Zwitserland
- 4e in Nederlands kampioenschap tijdrijden
- 4e in 1e etappe Ronde van Frankrijk (individuele tijdrit)
- 2e in 2e etappe Ronde van Spanje
- 3e in 6e etappe Ronde van Spanje
- Rood rugnummer in 17e etappe Ronde van Spanje
- 5e op wereldkampioenschap ploegentijdrijden
- 5e op wereldkampioenschap tijdrijden

2016
- 5e in 1e etappe Ronde van Oman
- 4e in 4e etappe Ronde van Oman
- 4e in eindklassement Ronde van Oman
- 2e in proloog Parijs-Nice
- 2e in proloog Ronde van Romandië
- 2e in 3e etappe Ronde van Romandië (individuele tijdrit)
- 5e in eindklassement Ronde van Romandië
- 2e in 4e etappe Ronde van Italië
- 4e in 6e etappe Ronde van Italië
- Rood rugnummer in 9e etappe Ronde van Frankrijk
- 2e in 18e etappe Ronde van Frankrijk (individuele klimtijdrit)
- 2e op de Olympische Zomerspelen op de individuele tijdrit
- 3e in 6e etappe Ronde van Groot-Brittannië
- 3e in 7e etappe (A) Ronde van Groot-Brittannië (individuele tijdrit)
- 3e in eindklassement Ronde van Groot-Brittannië
- 4e in 7e etappe Eneco Tour

2017
- 3e in 3e etappe Ronde van Abu Dhabi
- 3e in eindklassement Ronde van Abu Dhabi
- 5e in Strade Bianche
- 2e in 2e etappe Tirreno-Adriatico
- 3e in 9e etappe Ronde van Italië
- 2e in 21e etappe Ronde van Italië (individuele tijdrit)
- 2e in klimkoers Hammer Series (ploegenwedstrijd)
- 2e in eindklassement Hammer Series (ploegenwedstrijd)
- 5e in 1e etappe Ronde van Zwitserland
- 4e in Clásica San Sebastián
- 3e in 2e etappe BinckBank Tour (individuele tijdrit)
- 2e in 6e etappe BinckBank Tour
- 3e in 7e etappe BinckBank Tour

2018
- 5e in 1e etappe Tirreno-Adriatico (ploegentijdrit)
- 2e in 11e etappe Ronde van Italië
- 5e in 14e etappe Ronde van Italië
- 3e in 15e etappe Ronde van Italië
- 3e in 16e etappe Ronde van Italië (individuele tijdrit)
- 5e in 19e etappe Ronde van Italië
- 2e in eindklassement Ronde van Italië
- 5e in 3e etappe Ronde van Frankrijk (ploegentijdrit)
- 2e in 11e etappe Ronde van Frankrijk
- 2e in 12e etappe Ronde van Frankrijk
- 5e in 17e etappe Ronde van Frankrijk
- 2e in eindklassement Ronde van Frankrijk
- 3e in 2e etappe Ronde van Duitsland
- 4e in eindklassement Ronde van Duitsland
- 2e op wereldkampioenschap ploegentijdrijden
- 2e op wereldkampioenschap tijdrijden
- 4e op wereldkampioenschap wegwielrennen

2019
- 2e in 1e etappe Ronde van de Verenigde Arabische Emiraten (ploegentijdrit)
- 2e in 6e etappe Ronde van de Verenigde Arabische Emiraten
- 3e in 1e etappe Tirreno-Adriatico (ploegentijdrit)
- 4e in 5e etappe Tirreno-Adriatico
- 4e in eindklassement Tirreno-Adriatico

2020
- 2e in 20e etappe Ronde van Frankrijk

2021
- 2e op de Olympische Zomerspelen op de individuele tijdrit

2022
- 2e Nationale kampioenschappen tijdrijden

## Resultaten in voornaamste wedstrijden
| Jaar | Ronde van Italië | Ronde van Frankrijk | Ronde van Spanje |
| ---- | ---------------- | ------------------- | ---------------- |
| 2012 |                  |                     | opgave           |
| 2013 |                  | 41e                 |                  |
| 2014 |                  | 33e                 |                  |
| 2015 |                  | opgave              | 6e (2)           |
| 2016 | opgave (1)       | opgave (2)          |                  |
| 2017 | ↑ (2)            |                     |                  |
| 2018 | ↑ (1)            | ↑ (1)               |                  |
| 2019 | opgave           |                     |                  |
| 2020 |                  | 7e                  | opgave           |
| 2021 |                  |                     |                  |
| 2022 | opgave           |                     |                  |

| Jaar | Milaan-San Remo | Ronde van Vlaanderen | Amstel Gold Race | Luik-Bast.‑Luik | Ronde van Lombardije | Strade Bianche | Clásica San Sebastián | Waalse Pijl |  | WK op de weg |  | Wereldranglijsten |
| ---- | --------------- | -------------------- | ---------------- | --------------- | -------------------- | -------------- | --------------------- | ----------- |  | ------------ |  | ----------------- |
| 2012 |                 | opgave               | 46e              | opgave          | opgave               | 17e            |                       |             |  |              |  |                   |
| 2013 | 126e            |                      | 62e              | 121e            | 18e                  |                |                       |             |  | opgave       |  | 60e (UWT)         |
| 2014 |                 |                      | 20e              | 65e             | 43e                  | 12e            |                       | 21e         |  | 22e          |  | 21e (UWT)         |
| 2015 | 25e             |                      | 26e              | 25e             | opgave               |                |                       |             |  | 11e          |  | 15e (UWT)         |
| 2016 |                 |                      | 91e              |                 |                      |                |                       |             |  | opgave       |  | 13e (UWT)         |
| 2017 | 69e             |                      |                  | 22e             |                      | 5e             | 4e                    |             |  | 25e          |  | (UWT)             |
| 2018 | 31e             |                      |                  | 15e             |                      | 21e            |                       |             |  | 4e           |  | 10e (UWT)         |
| 2019 | 11e             |                      |                  | 50e             |                      |                |                       |             |  |              |  | 147e (UWR)        |
| 2020 |                 |                      |                  | 12e             |                      |                |                       | opgave      |  | 14e          |  |                   |
| 2021 |                 |                      |                  |                 |                      |                |                       |             |  |              |  |                   |
| 2022 |                 |                      | 30e              |                 |                      |                | opgave                |             |  |              |  |                   |

### Resultaten in kleinere rondes

#### UCI World Tour
| Jaar | Tour Down Under | Ronde van de VAE | Parijs-Nice | Tirreno-Adriatico | Ronde van Catalonië | Ronde van het Baskenland | Ronde van Romandië | Ronde van Zwitserland | Critérium du Dauphiné | BinckBank Tour |
| ---- | --------------- | ---------------- | ----------- | ----------------- | ------------------- | ------------------------ | ------------------ | --------------------- | --------------------- | -------------- |
| 2012 |                 |                  |             |                   |                     |                          |                    |                       |                       |                |
| 2013 |                 |                  | 34e         |                   |                     | 68e                      | 58e                |                       | ↑                     |                |
| 2014 |                 |                  | 102e        |                   | 40e                 |                          | 5e                 |                       | ↑ (1)                 |                |
| 2015 | 4e              | 41e              | DNF         |                   |                     | 29e (1)                  |                    | ↑ (2)                 |                       |                |
| 2016 |                 |                  | 12e         |                   | DNF                 |                          | 5e                 |                       |                       | 9e             |
| 2017 |                 | ↑                |             | 6e                |                     |                          |                    | DNF                   |                       | ↑              |
| 2018 |                 | 38e              |             | DNF               |                     |                          |                    |                       |                       |                |
| 2019 |                 | 6e               |             | 4e                |                     |                          |                    |                       | DNF                   |                |
| 2020 |                 |                  |             |                   |                     |                          |                    |                       | 7e                    |                |
| 2021 |                 |                  |             |                   |                     |                          |                    | 41e                   |                       | 9e             |
| 2022 |                 | 41e              |             |                   | DNF                 |                          |                    |                       |                       |                |

#### ProContinentaal
| Jaar | Ronde van Oman | Ruta del Sol | Internationaal Wegcriterium | Ronde van Californië | Ronde van België | Ronde van Duitsland | Ronde van Groot-Brittannië | Ronde van Alberta |
| ---- | -------------- | ------------ | --------------------------- | -------------------- | ---------------- | ------------------- | -------------------------- | ----------------- |
| 2012 |                | 6e           | 43e                         | 23e                  |                  |                     |                            |                   |
| 2013 |                | 48e          |                             |                      | 5e               |                     |                            |                   |
| 2014 |                | 39e          | 16e (1)                     |                      | ↑                |                     | ↑ (1)                      |                   |
| 2015 |                |              |                             |                      |                  |                     |                            |                   |
| 2016 | 4e             |              |                             |                      |                  | ↑                   |                            |                   |
| 2017 |                |              |                             |                      |                  |                     |                            |                   |
| 2018 |                |              |                             |                      | 4e               |                     |                            |                   |
| 2019 |                |              |                             |                      |                  |                     |                            |                   |

## Ploegen
- 2009 –  PPL-Belisol/Parkhotel Rooding/Valkenburg
- 2010 –  Parkhotel Rooding/Valkenburg
- 2011 –  Rabobank Continental Team
- 2012 –  Team Argos-Shimano
- 2013 –  Team Argos-Shimano
- 2014 –  Team Giant-Shimano
- 2015 –  Team Giant-Alpecin
- 2016 –  Team Giant-Alpecin
- 2017 –  Team Sunweb
- 2018 –  Team Sunweb
- 2019 –  Team Sunweb
- 2020 –  Team Jumbo-Visma
- 2021 –  Team Jumbo-Visma
- 2022 –  Team Jumbo-Visma

## Onderscheidingen

### Internationale onderscheidingen
- Association Internationale des Journalistes du Cyclisme (AIJC) Media Award voor meest media-vriendelijke renner van het jaar: 2017[38]
- Trofee van Internationale Flandrien voor beste internationale, niet-Belgische, mannelijke profwielrenner van het jaar: 2018[39]

### Nationale onderscheidingen
- Gerrie Knetemann Trofee voor belofterenner van het jaar: 2010
- Gerrit Schulte Trofee voor wielrenner van het jaar: 2014, 2015, 2016, 2017, 2018
- Ridder in de Orde van Oranje-Nassau: 2017[10]
- Jaap Eden Trofee voor Sportman van het jaar: 2017

### Provinciale onderscheidingen
- Sporttalent van het jaar van de provincie Limburg: 2010
- Sportman van het jaar van de provincie Limburg: 2013, 2014, 2015, 2016, 2017
- Limburger van Verdienste: 2017[11]

### Stedelijke onderscheidingen
- Eremedaille in goud van Maastricht: 2017[12]

### Bestseller 60
| Boeken met noteringen in de Nederlandse Bestseller 60 | Jaar van verschijnen | Datum van binnenkomst | Hoogste positie | Aantal weken | Opmerkingen                     |
| ----------------------------------------------------- | -------------------- | --------------------- | --------------- | ------------ | ------------------------------- |
| Op gevoel                                             | 2024                 | 05-06-2024            | 2               | 15           | in samenwerking met Nando Boers |

Wielerploegen van Tom Dumoulin
Asselman ·
van Baarle ·
Bol ·
Boskamp ·
Bovenhuis ·
Bulgaç ·
Dennis ·
Dumoulin ·
Goos ·
Hofland ·
Kelderman ·
Kreder · 
van der Lijke ·
Markus ·
Olivier ·
Riesebeek ·
Sinkeldam
Bonnin ·
Curvers ·
Damuseau ·
De Backer ·
Degenkolb ·
Doi ·
Dumoulin ·
Feng ·
Fröhlinger ·
Geniez ·
Geschke ·
Gretsch ·
Huguet ·
Hupond ·
Ji · 
Kittel ·
Klemme ·
Kluge ·
de Kort ·
Ludvigsson ·
Sinkeldam ·
Sprick ·
Stamsnijder ·
Timmer · 

Veelers · 
van Zandbeek ·
Ahlstrand (stagiair) ·
Barguil (stagiair) · 
Boswell (stagiair) 
Ahlstrand ·
Arndt ·
Barguil · 
Clarke ·
Curvers ·
Damuseau ·
De Backer ·
Degenkolb ·
Dumoulin ·
Fröhlinger ·
Geschke ·
Gretsch ·
Huguet ·
Hupond ·
Janse van Rensburg · 
Ji · 
Kittel ·
de Kort ·
Ludvigsson ·
Mezgec ·
Parisien ·
Peterson ·
Preidler ·
Sinkeldam ·
Sprick ·
Stamsnijder ·
Timmer · 
Veelers · 
Xing ·
Holler (stagiair) · 
Jauregui (stagiair) · 
Olsson (stagiair)
Ahlstrand · Arndt · Barguil · Bulgaç · Craddock · Curvers · Damuseau · De Backer · De Kort · Degenkolb · Devenyns · Dumoulin · Fröhlinger · Geschke · Haga · Hupond · Janse van Rensburg · Ji · Kittel · Loh · T. Ludvigsson · Mezgec · Olivier · Peterson · Preidler · Sinkeldam · Sprick · Stamsnijder · Timmer · Veelers · Lammertink (stagiair) · F. Ludvigsson (stagiair) 
Arndt · Barguil · Craddock · Curvers · De Backer · De Kort · Degenkolb · Dumoulin · Fairly · Fröhlinger · Geschke · Haga · Hupond · Ji · Jones · Kittel · F. Ludvigsson · T. Ludvigsson · Mezgec · Olivier · Preidler · Sinkeldam · Stamsnijder · Timmer · Van der Haar · Veelers · Waeytens · Walscheid (stagiair)
Andersen · Arndt · Barguil · Curvers · Ten Dam · De Backer · Degenkolb · Dumoulin · Fairly · Fröhlinger · Geschke · Van der Haar · Haga · Ji · Jones · De Kort · F. Ludvigsson · T. Ludvigsson · Lunke · Oomen · Preidler · Sinkeldam · Stamsnijder · Timmer · Veelers · Waeytens · Walscheid · Hoekstra (stagiair) · Kanter (stagiair) · Tusveld (stagiair)
Andersen · Arndt · Barguil · Bauhaus · Curvers · Ten Dam · De Backer · Dumoulin   · Fröhlinger · Geschke · Haga · Hamilton · Hofstede · Kämna · Kelderman · Lunke · Matthews · Oomen · Preidler · Sinkeldam · Stamsnijder · Teunissen · Timmer · Waeytens · Walscheid · Kanter (stagiair) · Rohde (stagiair)
Andersen · Arndt · Bauhaus · Curvers · ten Dam · Dumoulin   · Fröhlinger · Geschke · Haga · Hamilton · Hindley · Hofstede · Kämna · Kelderman · Matthews · Oomen · Stamsnijder · Storer · Teunissen · Theuns · Tusveld · Vervaeke · Walscheid
Arndt · Bakelants ·  Bol · Curvers · Dumoulin · Fröhlinger · Haga · Hamilton · Hindley · Hirschi · Kämna · Kanter · Kelderman · A. Kragh Andersen · S. Kragh Andersen · Matthews · Nieuwenhuis · Oomen · Pedersen · Power · Roche · Storer · Stork · Tusveld · Vervaeke · Walscheid · Eekhoff (stagiair) · Kooistra (stagiair) · Salmon (stagiair)
Van Aert · Bennett · Bouwman · De Plus · Dumoulin · Eenkhoorn · Foss · Gesink · Groenewegen · Harper · Hofstede · Jansen · Kruijswijk · Kuss · Leezer · Lindeman · Martens · Martin · Pfingsten · Roglič   · Roosen · Teunissen · Tolhoek · Van der Hoorn · Van Emden · Vingegaard · Wynants
Van Aert · Affini · Bennett · Bouwman · Dekker · van Dijke (vanaf 5 september) · Dumoulin · Eenkhoorn · Van Emden · Foss · Gesink · Groenewegen · Harper · Hofstede · Van Hooydonck · Kooij (vanaf 18 februari) · Kruijswijk · Kuss · Leemreize · Martens (t/m 30 mei) · Martin · Oomen · Pfingsten · Roglič   · Roosen · Teunissen · Tolhoek · Vingegaard · Wynants (t/m 4 april)
Affini · Benoot · Bouwman · Dekker · Dennis · Dumoulin (tot 15/8) · Eenkhoorn · Foss   · Gesink · Harper · Hessmann · Hofstede · Kooij · Kruijswijk · Kuss · Laporte · Leemreize · Oomen · Roglič   · Roosen · Teunissen · Vader · Van Aert · Van der Sande · M. van Dijke · T. van Dijke · Van Emden · Van Hooydonck · Vingegaard · Gloag (stagiair)
- Gemeinsame Normdatei: 121993190X
- Library of Congress Control Number: n2020041772
- Virtual International Authority File: 10148268202805111527